# John de Ferrers (1er baron Ferrers de Chartley)
John de Ferrers, 1er baron Ferrers de Chartley, est un noble anglais né en 1271 à Cardiff et mort empoisonné[réf. nécessaire] en 1312 en Gascogne.

## Biographie
John est le fils de Robert de Ferrers, 6ème comte de Derby et d'Aliénore de Bohun, fille de Humphrey de Bohun et d'Eleanor de Braose et petite-fille de Humphrey de Bohun, 2e comte de Hereford.  
Il est nommé sénéchal de Gascogne et lieutenant du duché d’Aquitaine en 1312. La même année il meurt empoisonné en Gascogne. 
Son fils Robert, né de sa femme Hawise, fille de Robert de Muscegros, hérite le titre de baron Ferrers de Chartley.   